# Anarhistički simboli
Iako su anarhisti povijesno uvelike osporavali važnost simbola u političkom pokretu, ipak su prihvatili određene simbole za svoju svrhu, od kojih su najpoznatiji zaokruženo-A i crna zastava. Od ponovnog oživljavanja anarhizma početkom 21. stoljeća usporedno s jačanjem antiglobalističkog pokreta, anarhistički kulturni simboli postali su široko prisutni.

## Crna zastava

### Povijest crne zastave
Crna zastava i općenito crna boja vežu se uz anarhiju od 1880-ih godina. Mnoge anarhističke grupe sadrže riječ "crno" u svom imenu. U srpnju 1881. godine, Crna internacionala se sastala u Londonu. Ovo je bio pokušaj da se reorganizira anarhističko krilo nedavno raspuštene Prve internacionale. Slično tome, postojala je i "Crna traka" u Francuskoj (1882.) i "Mano Negra" (Crna ruka) u Andaluziji, (1883.). Ovi datumi su neposredno praćeni demonstracijama Louise Michel (1883.) i crnim zastavama u Chicagu (1884.).
Paul Avrich piše da je 27. studenog 1884. godine crna zastava bila nošena na čikaškim demonstracijama. Tako piše da je August Spies, jedan od poznatih hajmarketških mučenika, "primijetio kako je ovo bio prvi slučaj razvijanja (crne zastave) na američkom tlu." (Avrich, The Haymarket Tragedy, 144-145).
U još težoj situaciji, 13. veljače 1921. godine bio je datum koji je obilježio kraj crnim zastavama u Rusiji. Tog dana je u Moskvi pokopan Petar Kropotkin. Velik broj ljudi koji su bili u povorci koja se protezala kilometrima, noseći crne transparente na kojima je pisalo: "Gdje ima vlasti nema slobode" (Avrich, The Anarchists in the Russian Revolution, 26). Prema dostupnim podacima, crne zastave se u Rusiji nisu pojavile sve do osnivanja pokreta "Černoe zhania" ("Crni barjak") 1905. godine. Samo dva tjedna nakon što je Kropotkin pokopan, izbija Kronstadtski ustanak, nakon čega je anarhizam u Rusiji trajno uništen.
1831. godine izložena je crna zastava kao simbol protesta tijekom ustanka svilarskih radnika u Lyonu; vijorila se također 1840-ih tijekom pobuna zbog gladi, kao simbol očaja gladujuće gradske sirotinje. Prvi put je povezana s anarhizmom 1880-ih, gdje se vijorila u znak žalosti zbog žrtava Pariške komune 1871. Francuski anarhistički list Le Drapeau Noir ("The Black Flag"), koji je postojao do 1882. godine, prva je tiskovina koja je prihvatila crnu kao boju anarhizma.   
Za vrijeme Ruske revolucije 1917., Makhnove anarhističke snage su bile kolektivno poznate kao Crna vojska. Borili su se pod crnom zastavom i izvojevali neke uspjehe; oslobodili su velik dio teritorija Ukrajine i na njima organizirali život po anarhističkim principima, dok nisu bili zgaženi od strane Crvene armije.
Emiliano Zapata, meksički revolucionar 1910-ih godina koristio je crnu zastavu s lubanjom i prekriženim kostima, na kojoj je bila ispisana parola Tierra y Libertad (Zemlja i Sloboda). 1925. japanski anarhisti formirali su Ligu Crne Mladeži, imali su ogranke u tadašnjoj koloniji Tajvanu. 1945. grupa je svoj bilten nazvala Kurohata (Crna zastava). Pariški studenti su tijekom čuvenog masovnog generalnog štrajka u svibnju 1968. nosili crne (i crvene) zastave, u isto vrijeme ove zastave su viđene na nacionalnoj konvenciji američkih Studenata za Demokratsko Društvo. U to vrijeme pokrenut je britanski časopis Black Flag, koji postoji i danas. Crne zastave ostaju simboli anarhista i anarhistica sve do današnjih dana.

### Simbolika crne boje
Uniformirana crnina ove zastave predstavlja negaciju svih opresivnih struktura. Jednostavna crna zastava je umalo anti-zastava (raznobojne zastave su simboli nacija-država). Osim toga, bijela zastava je univerzalni simbol predaje jačoj sili - stoga se crna zastava može promatrati kao suprotnost od predaje. Drugi su predlagali da crna zastava simbolizira tugu (korotu) za one koji su mučeni tokom borbe. Za anarhiste crna zastava obilježava odsutnost zastave, stoga stoji u opoziciji samom spominjanju nacija-država i hijerarhijskih institucija. U tom svjetlu zastavu možemo promatrati i kao odbacivanje koncepta predstavništva, to jest ideje da bilo koja osoba ili institucija može odgovarajuće predstavljati grupu pojedinaca. Moderni anarhizam dijeli srodnost - između ostalih ideologija kao što su liberalizam i socijalizam, s pokretom čvrsto povezanim s crvenom zastavom. Kako se anarhizam sve više i više udaljavao od socijalizma, 1880-ih godina prihvatio je crnu zastavu u pokušaju da se lakše razlikuje od njega. Bookchin tvrdi da je "crna zastava simbol radničke bijede i izraz njihovog bijesa i ogorčenosti". Povijesno gledajući, crna boja je povezivana s krvlju, odnosno osušenom krvlju, kao i crvena zastava. Tako da, iako je bila povezana s radničkim buntom, predstavljala je i simbol nihilizma tog vremena.

## Zaokruženo A
Zaokruženo A zasigurno je najpoznatiji anarhistički simbol današnjih dana. To je monogram koji se sastoji od velikog slova "A" zakoruženog velikim slovom "O". Slovo "A" predstavlja prvo slovo riječi "anarhija" ili "anarhizam" u većini europskih jezika, koje se isto piše i u latiničnom i ćirilićnom pismu. Slovo "O" na engleskom stoji za "Order", što znači "red". Zajedno znače "Anarchy is Order", tj. prevedeno na hrvatski "Anarhija je red", prvi dio Proudhonovog čuvenog citata. Na internetu se često upotrebljavaju simboli "@" ili "(A)" da bi se ukratko predstavilo zaokruženo A.
Prije nego što su simbol počeli koristiti anarhisti, koristile su ga razne okultističke, pa i masonske organizacije još za vrijeme Prve internacionale. Sudeći po George Woodcocku ovaj simbol u to vrijeme nisu koristili anarhisti. U Bruxellesu je 25. studenog 1956. godine Alliance Ouvriere Anarchiste ("Anarhistička Radnička Alijansa") tijekom svog osnivanja prihvatili ovaj simbol. Čak i ako se vratimo još unatrag, BBC-jev dokumentarac o Španjolskom građanskom ratu pokazuje jednog člana anarhističke milicije sa zaokruženim A jasno ispisanim na njegovoj kacigi. 1964. godine mala Francuska grupa Jeunesse Libertaire ("Slobodarska Mladež") također je koristila ovaj simbol, kojeg je kasnije prihvatila grupa mladih iz Italije zvana Circolo Sacco e Vanzetti. 1968. ovaj simbol postao je popularan širom Italije, a otuda se jako brzo proširio svuda po svijetu.
Kao što se vidi iz navedenog, ovaj simbol je upotrebljavan puno ranije od Anarho punk pokreta, koji je bio dio punk-rock pokreta kasnih 1970-ih. Ipak, punk pokret je znatno pomogao u širenju ovog simbola, te pomogao podići svjesnost o postojanju tog simbola među ne-anarhistima. Ovaj proces je započeo kada je sastav Sex Pistols počeo upotrebljavati anarhistički imidž, iako je Crass bio prvi punk sastav koji je koristio zaokruženo A ali i promicao ozbiljne anarhističke stavove. Oni su taj simbol otkrili ranije dok su putovali Francuskom - kao jedan iznimno ezoterični politički amblem. Punk pokret je stvorio specifičnu - buntovničku verziju zaokruženog A simbola.
S vremenom je simbol, te "anarhija" kao nejasni sinonim za buntovništvo, ugrađen u zajednički punk imidž. To je dovelo do postepenog pojavljivanja u mainstream kulturi tijekom godina, a to je značilo komercijalizaciju i udaljavanje od prvobitne ideje. Sve to je pak povezano s idejom anarhije i namijenjeno klasičnim senzacionalističkim marketinškim trikovima, igrajući se s mainstream povezivanjem anarhije s kaosom što je dodatno naštetilo već tradicijski demoniziranom anarhističkom pokretu. Ovaj proces bio je odraz ulaska punk supkulture u mainstream, koji se odvijao otprilike u isto vrijeme.

## Crno-crvena zastava i zvijezda
Crno-crvena zastava je najprepoznatljiviji i najčešće korišten simbol cjelokupnog anarhističkog pokreta, uz zaokruženo A. Ona je ujedno i primarni simbol internacionalnog liberterskog radničkog pokreta. Njene boje simboliziraju osnovne principe i ciljeve anarhosindikalizma i anarhokomunizma: crvena - materijalnu i socijalnu jednakost; crna - od anarhističke zastave, slobodu i solidarnost. U tom smislu, boje anarhosindikalističke zastave su stalni podsjetnik liberterskih sredstava kojim se anarhosindikalisti/kinje bore, te njihovog cilja - slobode od države i nadničarskog ropstva. U izvorniku, crna i crvena boja bile su postavljene okomito, jedna nad drugom. Kasnija inovacija postavila je dijagonalu od donjeg lijevog do gornjeg desnog kuta, s crvenim trokutom iznad, a crnim ispod dijagonale. Ovo križanje predstavlja internacionalni aspekt anarhosindikalističkog pokreta kroz negiranje (slično kao u smislu i s ciljem kod crne anarhističke zastave) svih drugih zastava. Često se koristi i crno-crvena zvijezda.
Smjer dijagonale također ima važnu simboličku vrijednost i tendira da bude striktno vezana uz nju: "Ako crvena boja simbolizira ekonomsku borbu koju anarhosindikati vode dan za danom, crno simbolizira anarhističke principe i ciljeve koji hrane želju za borbom protiv autoritarijanizma i otpor suradnji i integraciji u sistem klasne potlačenosti. Smjer dijagonale, s anarhističkom crnom koja se uzdiže do maksimuma u gornjem desnom kutu simbolizira rast revolucionarnog raspoloženja kao i pokreta kao cjeline - pad u aktivnosti baziranoj samo na animalističkom znanju nečijih vlastitih nužnosti i rast aktivnosti baziranoj na idealizmu, znanju i edukaciji, te želji za oslobođenjem od platnog ropstva. Smjer linije je izjava protiv reformizma i redukcije sindikata na instrument međuklasne suradnje i mehanizma koji kontrolira i pokorava radnike umjesto da igra svoju ulogu osloboditelja. Kao i anarhistička zastava, crno-crvena zastava anarhosindikalizma koristi se od strane aktivista/kinja liberterskog radničkog pokreta umjesto njihove nacionalne zastave. To je izjava protiv nacionalizma, laži koja porobljava i viktimizira većinu ljudi manjini eksploatatora i tlačitelja njihovog ranga, koja stvara patriote od onih koji su bez nasljeđa. Drugim riječima, korištenje crno-crvene zastave je izjava koja ide u prilog internacionalizmu i zajedništvu i solidarnosti, nerazdvojnosti cijelog čovječanstva bez obzira na izmišljene linije na kartama".

## Ostali anarhistički simboli

### Crna mačka
Crna mačka, u engleskom jeziku također poznata pod nazivima "wildcat" ili "sabot-cat", najčešće nakostriješena, uzdignutih leđa, istaknutih kandža i stisnutih zubiju usko je povezana s anarhizmom, pogotovo anarhosindikalizmom. Dizajnirao ju je Ralph Chaplin, koji je bio istaknuta figura IWW-a (Industrijskih Radnika Svijeta). S obzirom na njen stav, odnosno borbeni položaj mačka sugerira divlje štrajkove i radikalni sindikalizam. IWW (znani kao "Wobbliesi") su bili važan industrijski sindikat, te su bili prvi u Americi koji su u svoj sindikat uključivali žene i ljude drugih rasa, također su odigrali kritičnu ulogu diljem zemlje u borbama za osmosatno radno vrijeme i slobodu govora početkom 20. stoljeća.
Podrijetlo simbola crne mačke je nejasno, ali sudeći po jednoj priči dolazi od štrajka IWW-a koji je krenuo po zlu. Nekoliko članova je prebijeno i hospitalizirano. Za to vrijeme je neka mršava, crna mačka ušetala u štrajkački kamp. Štrajkači su nahranili mačku i kako se mačka oporavljala - štrajk je naglo krenuo nabolje. U međuvremenu su radnicima u štrajku odobreni neki od zahtjeva, te su oni preuzeli mačku kao svoju maskotu. IWW postoji i danas, na vrhuncu svog djelovanja imao je oko 200 000 članova, dok danas ima tek oko 2000. Ipak, od 1990-ih godina bilježi veliki porast, te predstavlja jedan od najbrže rastućih sindikata u Americi, a ujedno i najveću tamošnju eksplicitno anti-kapitalističku organizaciju. Ime Crna mačka, odnosno "Black cat" često je korišteno od strane raznih anarhističkih organizacija i kolektiva. Također je često korištena kao simbol ili logotip raznih grupa, projekata i organizacija, kod nas je primjer pulski Infoshop "Mica-Maca". Povijesno gledajući, crna mačka kao simbol se povezivala s crnom magijom, vješticama i raznoraznim okultnim skupinama, a neke od njih i dan danas koriste crnu mačku kao svoj simbol, naravno ne i u borbenom položaju.

### Crni križ
Anarhistički crni križ (Anarchist Black Cross) je međunarodna organizacija kojoj je primarni cilj ukidanje svih zatvora. Svoj nastanak bilježi za vrijeme carske Rusije, kao organizacija za potporu političkim zatvorenicima. Njihov simbol je crni križ, modificiran tako da je gornja linija križa pretvorena u podignutu stisnutu šaku, što je također simbol koji se veže uz anarhizam, otpor autoritetima, te općenito osnaživanje pojedinaca. Šaka tako predstavlja udruživanje, kao "mnogo slabih prstiju koji se mogu spojiti i tako načiniti snažnu šaku".
Ovaj križ modifikacija je Crvenog križa kojeg koristi Međunarodni Crveni križ i Crveni polumjesec (osnovan 1863. godine), najveća svjetska udruga humanitarnih organizacija.
Izvorno nazvan Anarhistički Crveni križ, ime je promijenjeno oko 1920. godine da bi se izbjegla zabuna kada je Crveni križ također počeo organizirati potporu zatvorenicima. Baš kao i crvenom križu, ovom simbolu nije namjera da bude povezan s kršćanstvom, iako bi podrijetlom mogao nastati od kršćanskog križa. Crveni križ i anarhistički crni križ su humanitarni simboli; kršćanski je križ religijski simbol.

### Drvena klompa ili Sabot
Ovaj simbol, drvena klompa - korišten je od strane anarhista u 19. i ranom 20. stoljeću, ali otada njegova uporaba je drastično opala. Francuska riječ za drvenu klompu - sabot, vjerojatno je korijen riječi sabotaža: odnosi se na taktiku koju su koristili rani nizozemski sindikalisti ubacujući drvene klompe u zupčanike tvorničkih ili poljoprivrednih strojeva, učinkovito zaustavljajući posao sve dok oprema nebi bila popravljena. U Americi je pojam monkeywrenching istovjetan ovoj francuskoj riječi, i odnosi se na sličnu taktiku ubacivanja alata u strojeve s namjerom da ih onesposobe za daljnji rad te spriječe pojedince da potpisuju ugovore umjesto samih sindikata u štrajku. 
U Philadelphiji postoji anarhistička knjižara po imenu "The Wooden Shoe" (Drvena klompa). U Danskoj je od 2001. do 2003. postojao magazin koji se zvao Sabot. Postoji američka muzička izdavačka kuća fokusirana primarno na punk-rock i žanrove temeljene na njemu, zvana Sabot Productions koja koristi potpuno isti simbol s lijeve strane kao svoj logo.